# FDJ-Pokal der Jugend 1981
Der FDJ-Pokal der Jugend 1981 war die 30. Auflage des höchsten Fußball-Pokalwettbewerbs der Altersklasse 14/15 auf dem Gebiet der DDR, der vom DFV durchgeführt wurde. Er begann am 26. April 1981 mit der Vorrunde und endete am 20. Juni 1981 mit dem Sieg der BSG Post Neubrandenburg, die sich bei der Neuauflage des Vorjahres-Finals gegen Titelverteidiger BSG Chemie Leipzig durchsetzten.

## Teilnehmende Mannschaften
Am FDJ-Pokal der Jugend für die Altersklasse (AK) 14/15 nahmen die Pokalsieger der 15 Bezirke auf dem Gebiet der DDR und der Titelverteidiger teil, wobei die Mannschaften der Jugendliga nicht teilnahmeberechtigt waren. Spielberechtigt waren Spieler bis zum 15. Lebensjahr (Stichtag: 1. Juni 1965).
Für den FDJ-Pokal qualifizierten sich der Titelverteidiger und folgende fünfzehn Bezirkspokalsieger bzw. dessen Vertreter:
| - Bezirk Rostock BSG Motor Wolgast - Bezirk Schwerin BSG Hydraulik Nord Parchim - Bezirk Neubrandenburg BSG Post Neubrandenburg - Bezirk Potsdam BSG Motor Babelsberg - Ost-Berlin SG Hohenschönhausen | - Bezirk Frankfurt (Oder) BSG Stahl Eisenhüttenstadt - Bezirk Magdeburg BSG Lokomotive Halberstadt - Bezirk Halle BSG Chemie Wolfen - Bezirk Leipzig BSG Lokomotive Delitzsch BSG Chemie Leipzig (TV) - Bezirk Cottbus BSG Energie Cottbus (TV) – Titelverteidiger | - Bezirk Dresden FSV Lokomotive Dresden - Bezirk Karl-Marx-Stadt BSG Sachsenring Zwickau - Bezirk Erfurt BSG Motor Weimar - Bezirk Gera BSG Wismut Gera - Bezirk Suhl BSG Motor Barchfeld |

## Modus
Der Pokalwettbewerb wurde wie im Vorjahr von der Vorrunde bis zum Finale im K.-o.-System durchgeführt. Die Vorrunde sowie das Viertelfinale wurden nach möglichst territorialen Gesichtspunkten ausgelost und in Hin- und Rückspielen entschieden. Ab dem Halbfinale wurde jeweils vor einem Aufstiegsspiel zur DDR-Oberliga auf neutralen Platz gespielt.

## Vorrunde
| Datum                    |                            | Gesamt |                          | Hinspiel | Rückspiel |
| ------------------------ | -------------------------- | ------ | ------------------------ | -------- | --------- |
| So 26. April / So 3. Mai | BSG Motor Wolgast          | 4:6    | BSG Post Neubrandenburg  | 3:1      | 1:5       |
| So 26. April / So 3. Mai | BSG Hydraulik Nord Parchim | 6:2    | BSG Motor Babelsberg     | 2:2      | 4:0       |
| So 26. April / So 3. Mai | BSG Stahl Eisenhüttenstadt | 1:3    | BSG Energie Cottbus      | 1:1      | 0:2       |
| So 26. April / So 3. Mai | FSV Lokomotive Dresden     | 2:1    | BSG Sachsenring Zwickau  | 2:0      | 0:1       |
| So 26. April / So 3. Mai | SG Hohenschönhausen        | 5:0    | BSG Lokomotive Delitzsch | 0:0      | 5:0       |
| So 26. April / So 3. Mai | BSG Lokomotive Halberstadt | 3:1    | BSG Chemie Wolfen        | 2:0      | 1:1       |
| So 26. April / So 3. Mai | BSG Wismut Gera            | 0:1    | BSG Chemie Leipzig       | 0:0      | 0:1       |
| So 26. April / So 3. Mai | BSG Motor Weimar           | 8:3    | BSG Motor Barchfeld      | 7:1      | 1:2       |

## Viertelfinale
| Datum                   |                            | Gesamt |                            | Hinspiel | Rückspiel |
| ----------------------- | -------------------------- | ------ | -------------------------- | -------- | --------- |
| So 17. Mai / So 24. Mai | BSG Hydraulik Nord Parchim | 4:7    | BSG Post Neubrandenburg    | 2:4      | 2:3       |
| So 17. Mai / So 24. Mai | SG Hohenschönhausen        | 1:6    | BSG Energie Cottbus        | 0:3      | 1:3       |
| So 17. Mai / So 24. Mai | BSG Chemie Leipzig         | 11:10  | BSG Lokomotive Halberstadt | 5:1      | 6:0       |
| So 17. Mai / So 24. Mai | BSG Motor Weimar           | 1:3    | FSV Lokomotive Dresden     | 1:1      | 0:2       |

## Halbfinale
Die Partien fanden vor den Aufstiegsspielen zur DDR-Oberliga BSG Motor Suhl – BSG Chemie Buna Schkopau im Sportpark der Freundschaft von Suhl und vor BSG Schiffahrt/Hafen Rostock – BSG Energie Cottbus im Rostocker Volksstadion statt.
| Datum                  |                        | Ergebnis |                         | Spielort |
| ---------------------- | ---------------------- | -------- | ----------------------- | -------- |
| Mo 8. Juni, 13:00 Uhr  | FSV Lokomotive Dresden | 0:1      | BSG Chemie Leipzig      | Suhl     |
| Sa 13. Juni, 13:00 Uhr | BSG Energie Cottbus    | 0:6      | BSG Post Neubrandenburg | Rostock  |

## Finale
Das Finale fand als Vorspiel der Aufstiegspartie zur DDR-Oberliga BSG Energie Cottbus – BSG Chemie Buna Schkopau statt.
| Paarung                 | BSG Chemie Leipzig – BSG Post Neubrandenburg |
| Ergebnis                | 1:3 (1:1) |
| Datum                   | Samstag, 20. Juni 1981 um 14:00 Uhr |
| Stadion                 | Stadion der Freundschaft, Cottbus |
| Zuschauer               | 9.000 am Ende der Partie |
| Schiedsrichter          | Peter Müller (Cottbus) |
| Tore                    | 1:0 Knopf (12.) 1:1 Elsner (24.) 1:2 Elsner (67.) 1:3 Bogdan (79.) |
| BSG Chemie Leipzig      | Holger Möckel – Müller – Steffen Dünkel, Jens Ender, Kay Buthig (76. Weber) – Jörg Röstel (58. Steffen Kuhnt), Hermann, Mario Killinger – Mario Wildemann, Thomas Knopf, Böhme Cheftrainer: Harald Döring |
| BSG Post Neubrandenburg | Maik Prang – Mike Durnick – Wölk, René Gesche, Ködel – Fred Müller, Bergmann, Mike Bogdan – Mario Passow, Uwe Dorroch , René Elsner Cheftrainer: Dietmar Lüdtke                                           |